# XIVe congrès du Front national
Pour les articles homonymes, voir Congrès de Tours (homonymie).
Le congrès de Tours est le XIVe congrès du Front national, qui s'est tenu au centre Vinci à Tours les 15 et 16 janvier 2011. L’objectif du congrès fut de fixer la ligne générale du Front national, de désigner un nouveau président en remplacement de Jean-Marie Le Pen (à la tête du parti depuis sa création en 1972) et d'élire un nouveau comité central.

## Déroulement du congrès
- 15 janvier 2011
  - 10h00 : ouverture des portes au public
  - 11h00 : assemblée générale extraordinaire
  - 11h30 : assemblée générale ordinaire
  - 15h00 : discussions autour des élections cantonales de mars 2011
  - 16h30 : discours du président sortant, Jean-Marie Le Pen
  - 20h30 : dîner de gala

- 16 janvier 2011
  - 9h30 : ouverture des portes au public
  - 10h00 : proclamation des résultats (élection du président et du comité central)
  - 10h30 : discours du candidat à la présidence du FN arrivé en second, en l'occurrence Bruno Gollnisch
  - 10h50 : convention du Front national de la jeunesse
  - 11h45 : réunion du nouveau comité central
  - 15h00 : discours du nouveau président du FN, en l'occurrence Marine Le Pen
  - 17h00 : fin du congrès

En marge du congrès, plusieurs milliers de manifestants défilent contre l'extrême-droite à l'appel d'un collectif d'environ 25 associations, syndicats et partis de gauche.
Marine Le Pen prononce un discours de plus d'une heure à visée consensuelle, dans lequel elle n'emploie jamais le terme d'immigration ; elle met en revanche l'accent sur les dégâts de la mondialisation. Pour Patrice Machuret, « son discours s'est résumé en un « fourre-tout » qui allait de l'ordre juste de Ségolène Royal, en passant par les citations de Jaurès déjà utilisées à contre-courant par Nicolas Sarkozy, pour finir par le « patriotisme économique » à la Dominique de Villepin. Les autres « bases » du parti d'extrême droite ont été assénées rapidement comme des évidences, avec des accents plus populistes : l'insécurité et la délinquance, la préférence nationale et la fermeture des frontières, l'État-nation toujours plus fort et enfin l'opposition à Bruxelles, le non à l'euro et le retour au franc. Un discours fondateur qui paraissait, à la fin, très décousu ».

## Campagne interne
Le 12 avril 2010, à la suite d'une réunion du bureau politique du Front national, Jean-Marie Le Pen annonce qu'il quittera ses fonctions lors du prochain congrès du Front national.
Marine Le Pen annonce à plusieurs reprises qu'elle sera candidate à la succession de Jean-Marie Le Pen à la tête du Front national contre Bruno Gollnisch. Dans cette perspective, elle ne bénéficie pas du soutien des principaux journaux d'extrême-droite français que sont Minute, Rivarol et Présent.
Sur l'avortement, Bruno Gollnisch réaffirme son opposition pleine et entière à loi Veil, alors que Marine Le Pen y est favorable.
Sur le PACS, Bruno Gollnisch est favorable à son abrogation, au contraire de Marine Le Pen.
Les deux candidats sont en revanche favorables à un référendum sur le rétablissement de la peine de mort, et à la lutte contre l'immigration et l'insécurité.
Présenté comme le tenant d'une ligne dure et conservatrice au sein du Front national, Bruno Gollnisch (62 ans) se distingue de Marine Le Pen (42 ans) qui s'efforce de donner une image plus moderne au parti.
Le 4 janvier 2011, Jean-Marie Le Pen annonce officiellement qu'il soutient sa fille pour sa succession à la tête du FN, tout en souhaitant un bon score à son concurrent Bruno Gollnisch, pour lequel il reconnaît avoir de la considération,.

## Résultats
Les membres du Front national sont appelés à voter par courrier pour leur nouveau président et les cent membres du comité central ; la date limite d'expédition des votes par courrier est fixée au 8 janvier 2011. Les adhérents devaient avoir renouvelé leurs adhésions et réadhésions avant le 10 décembre 2010 pour pouvoir voter.

### Comité central
Les 100 membres élus par les adhérents sont les suivants :
- Louis Aliot
- Roger Holeindre
- Thibaut de la Tocnaye
- Steeve Briois
- Wallerand de Saint-Just
- Marie-Christine Arnautu
- France Jamet
- Bruno Bilde
- Alain Jamet
- Huguette Fatna
- Rémy Boursot
- Lydia Schénardi
- Farid Smahi
- Patrick Binder
- Julien Sanchez
- Jacques Colombier
- Louis de Condé
- Joëlle Mélin
- Anne-Christine Royal
- Marie-Claude Aucouturier
- Bruno Subtil
- Stéphanie Koca
- Martine Binder
- Philippe Loiseau
- Olivier Wyssa
- Mireille d'Ornano
- Sylvie Goddyn
- Miguel de Peyrecave
- Tony Cardi
- Hugues Petit
- Jean-Marc de Lacoste-Lareymondie
- Guillaume Vouzellaud
- Dominique Martin
- Brigitte Neveux
- Yvan Benedetti
- Alexandre Gabriac
- Jean-Pierre Reveau
- Éliane de La Brosse
- Valérie Colombier
- Nathalie Betegnies
- Matthieu Colombier
- Gabriel de Peyrecave
- Stéphane Ravier
- Monica de Condé
- Marie-Christine Boutonnet
- Emmanuelle Pujol
- Françoise Grolet (pt)
- Catherine Salagnac
- Jean-Michel Dubois
- Laura Lussaud
- Élisabeth Baston
- David Rachline
- Erwan Le Gouellec
- Cédric Abdilla
- Frédéric Boccaletti
- Oriane Borja
- Jean-Romée Charbonneau
- Charles Perrot
- Valérie Laupies
- Franck Briffaut
- Thierry Gourlot
- Jean-Louis Bouguereau
- Jean-Richard Sulzer
- Blanche Sigrist-Chaussat
- Pierre Cheynet
- Marie-Anne Haas
- Bernard Marandat
- Alexandre Simonnot
- Louis-Armand de Béjarry
- Serge Laroze
- Agnès Henry
- Éric Audebert
- Robert Morio
- Éric Domard
- François Bonnieux
- Gérald Gérin
- Ludovic de Danne
- Christophe Boudot
- Alain Vizier
- Marie-Thérèse Fesenbeck
- Marie-Christine Cardoso
- Frédéric Cabrolier
- Évelyne Ruty
- Éric Dillies
- Jacques Henriot
- Danièle Vouzellaud
- Thierry Viallon
- Mylène Troszczynski
- Lucien Ruty
- Jean-Luc Manoury
- Édouard Ferrand
- Laurent Comas
- Édouard Fesenbeck
- Nathalie Pigeot
- Paul Le Morvan
- Amaury Navarranne
- Éric Samyn
- Philippe Arbona
- Freddy Baudrin
- Rémi Carillon

## Analyses
D'après Sylvain Crépon et Nicolas Lebourg, Marine Le Pen « profite d'un coup de pouce du service public. La veille de la clôture des adhésions, elle passe sa soirée sur le plateau de télévision de l'émission d'Arlette Chabot (France 2) : 1 500 cartes de plus sont enregistrées entre la fin de l'émission et le lendemain soir. Non aguerris aux affres des courants internes, ces nouveaux adhérents sont censés avoir un réflexe de vote pour les « marinistes » clairement identifiés. Pour qu'ils ne se trompent pas, la future chef a publié sur internet la liste de candidats qui la parrainaient et que donc elle-même parrainait ».
Pour Nicolas Lebourg et Joseph Beauregard, « Bruno Gollnisch joue le thème de la continuité et l'appui sur les cadres contre le monde médiatique, quand exactement dans le même temps Ségolène Royal et Nicolas Sarkozy s'imposent politiquement en jouant du thème de la rupture et en s'appuyant sur les médias et les nouveaux adhérents contre les cadres de leurs partis. Le premier n'a, à l'évidence, pas considéré ce changement de tempo ».